# Pic de Bassegoda
Pour les articles homonymes, voir Bassegoda.
Le pic de Bassegoda (puig de Bassegoda en catalan), ou simplement le Bassegoda, est un sommet des Pyrénées catalanes d'une altitude de 1 373 mètres.

## Géographie

### Localisation
Le pic de Bassegoda se situe entre les communes de Montagut i Oix (Garrotxa) et d'Albanyà (Alt Empordà).

### Topographie
Sa silhouette caractéristique en forme de pointe, sa taille et le fait d'être isolé par rapport aux sommets environnants rendent le pic de Bassegoda facilement identifiable.

### Hydrographie
Le Borró est une rivière qui prend sa source au pied du Bassegoda. C'est un affluent du Fluvià.

## Histoire
Le château de La Roca de Bassegoda se situe sur le pic éponyme. Il est déjà cité en 1225 (castellum Rupis de Bassegoda).

## Culture populaire
Le roman La Punyalada, de l'écrivain catalan Marià Vayreda i Vila, commence sur le pic de Bassegoda.
« Dalt del Puig de Bassegoda, com posat exprés per a confort de l'excursionista afadigat, hi ha un canapè de blaníssima herba i sòlid respatller de pedra, on algun temps jo m'hi asseia sovint, contemplant sempre amb el mateix interès el grandiós panorama que s'estenia a mos peus. »